# Zbór Kościoła Adwentystów Dnia Siódmego w Radomiu
Zbór Kościoła Adwentystów Dnia Siódmego w Radomiu – zbór adwentystyczny w Radomiu, należący do okręgu mazowieckiego diecezji wschodniej Kościoła Adwentystów Dnia Siódmego w RP.
Pastorem zboru jest kazn. Krzysztof Romanowski. Nabożeństwa odbywają w kaplicy przy ul. Okulickiego 32a każdej soboty o godz. 10:00.

## Historia
Radomski zbór adwentystyczny został założony w 1931 r. Przed II wojną światową. Pierwszą siedzibą zboru było mieszkanie w kamienicy przy ul.Żeromskiego 21, a po zabraniu lokalu przez władze okupacyjne, nabożeństwa przeniesiono do domu przy ul. Klaudyny 14.   W 1947 r. Kościół adwentystyczny zakupił kamienicę przy ul. Traugutta 34, gdzie do 2008 r. znajdowała się siedziba radomskiego zboru.
W związku z decyzją o budowie nowego kościoła, zbór radomski w 2008 r. sprzedał swoją dotychczasową siedzibę przy ul. Traugutta 34. Od czasu sprzedaży starej siedziby do chwili poświęcenia nowego kościoła, nabożeństwa adwentystyczne w Radomiu odbywały się gościnnie w radomskim kościele ewangelicko-augsburskim przy ul. Reja. W 2010 r. dokonano wmurowania kamienia węgielnego pod budowę nowego kościoła adwentystycznego przy ul. Okulickiego 32a. W uroczystości wziął udział m.in. kazn. Jarosław Dzięgielewski – przewodniczący diecezji wschodniej, oraz miejscowy pastor – Remigiusz Krok. Uroczyste otwarcie nowego kościoła odbyło się 14 kwietnia 2012 r. w 80-rocznicę powołania adwentystycznego zboru w Radomiu.
Nowy kościół przy ul. Okulickiego jest budynkiem dwukondygnacyjnym, o łącznej powierzchni 400 m². Na parterze znajduje się główna sala świątyni, inne pomieszczenia kościelne oraz sale przeznaczone do społecznej działalności zboru. Piętro obejmuje kancelarię zboru oraz mieszkanie.
Uroczyste otwarcie nowej siedziby kościoła nastąpiło 12 kwietnia 2012 roku. Uroczystość otwarcia nowej siedziby była połączona z jubileuszem 80-lecia zboru w Radomiu.

### Rozłam w latach 70.
W latach 70. XX w. od zboru radomskiego odłączyła się większość wyznawców w akcie protestu przeciwko temu, co ich zdaniem stanowiło o odstępstwie Kościoła Adwentystów Dnia Siódmego. Krytyka grupy byłych wyznawców obejmowała zaangażowanie ekumeniczne Kościoła adwentystycznego oraz używanie symbolu krzyża w publikacjach i w wystroju adwentystycznych świątyń, co zdaniem grupy nawiązywało do „pogańskich tradycji rzymskokatolickich”. Kierownictwo Kościoła było innego zdania, uznając protesty za bezpodstawne, w związku z czym grupa wiernych pod wodzą Jezierskiego opuściła adwentystyczną denominację i utworzyła niezależną społeczność religijną znaną potocznie pod przezwiskiem radomiacy lub grupa radomska. Wspólnota preferuje określanie jej mianem Kościoła Ostatków Adwentystów Dnia Siódmego. Społeczność ta określa Kościół adwentystyczny mianem Babilonu, Sanhedrynu oraz posądza go o kroczenie drogą świata. Obecnie członkowie żyją w dość dużym rozproszeniu, a główne nabożeństwa odbywają się zazwyczaj raz w miesiącu w podradomskim Wolanowie. Po śmierci Jezierskiego grupą kierował były kaznodzieja próbny Kościoła adwentystycznego – Stanisław Kosydar.